# Señorita (Snik e Tamta)
Señorita è un singolo del rapper greco Snik e della cantante greco-georgiana Tamta, pubblicato il 5 luglio 2019.

## Video musicale
Il video musicale, reso disponibile il 27 luglio 2019, è stato diretto da Mosquito e girato a Sunio.

## Tracce
Testi di Snik, musiche di Snik, 2nd Roof, BretBeats e Oge.
1. Señorita – 2:58

## Formazione
- Snik – voce
- Tamta – voce
- 2nd Roof – produzione, registrazione
- BretBeats – produzione, registrazione

## Classifiche
| Classifica (2019) | Posizione massima |
| ----------------- | ----------------- |
| Grecia            | 1                 |